# Omar Elwary
Omar Amin Suleiman Khamis Suleiman Elwary, auch bekannt als Omar Elwary oder Omar Wari (arabisch عمر أمين سليمان خميس سليمان الوعري, DMG ʿUmar Amīn Sulaimān Ḫamīs Sulaimān al-Waʿrī; 1903–1972) war ein palästinensischer Jurist und Politiker. Er war in den 1950er Jahren Bürgermeister von Ost-Jerusalem.

## Karriere
Am 21. Mai 1948, nach dem Palästinakrieg, richtete er auf Anordnung der jordanischen Streitkräfte das Militärgericht ein, das sich mit Fragen der Sicherheit und der öffentlichen Ordnung befassen sollte. Am 16. Juni 1948 wurde er zum Leiter des Bezirksgerichts in Jerusalem ernannt. Am 1. Januar 1949 wurde er zum Richter am Obersten Gerichtshof in Jerusalem und im Westjordanland Jordaniens ernannt. Am 29. Juni 1949 begann er mit der Ausübung des Anwaltsberufs, und am 18. August 1951, übernahm er im Fall der Ermordung von Abdallah ibn Husain I. am 18. August 1951 die Verteidigung des Attentäters. Er wurde von einer Gruppe Jerusalemer Anwälte unterstützt, die später teilweise selbst Bekanntheit erlangten: Yahya Hammouda, Hanna Atallah, Jabra Al-Anqar, Issa Aqel, Nasri Nasr, Aziz Shehadeh und Wafiq Younis Al-Husseini.
Am 23. Oktober 1951 wurde Elwary in den Jerusalemer Stadtrat gewählt. Am 12. März 1952 wurde er zum Bürgermeister von Ost-Jerusalem ernannt und blieb dies bis Ende 1955. In dieser Zeit führte er mehrere Projekte durch, um die Modernisierung der Infrastrukturen der Altstadt zu realisieren, darunter Wasser- und Abwasserprojekte. Im gesamten Gebiet der Stadt verfolgte er die Anlegung zentraler Straßen und strebte erfolgreich die Erweiterung ihrer administrativen Grenzen an, um auch die angrenzenden Gebiete in die städtischen Infrastrukturen zu integrieren.
In seiner Eigenschaft als Bürgermeister von Ostjerusalem empfing er König Saud ibn Abd al-Aziz, König von Saudi-Arabien und König Hussein bin Talal, König des Haschemitischen Königreichs Jordanien 1953, zu Besuchen in Jerusalem: (Al-Quds Al-Sharif). Al-Hajj Omar Elwary starb im April 1972 in Jerusalem im Alter von 69 Jahren.